# Нижні Олгаші
Ни́жні Олга́ші (рос. Нижние Олгаши, чув. Лап Олкаш) — присілок у Чувашії Російської Федерації, у складі Великосундирського сільського поселення Моргауського району.
Населення — 59 осіб (2010; 78 в 2002, 110 в 1979; 240 в 1939, 146 в 1926, 140 в 1906, 82 в 1858). Національний склад — чуваші, росіяни.

## Історія
Історичні назви — Березові Олгаші (до 1918 року), Алгаш, Олгаш. Утворився як околоток присілку Корчакова Друга (нині не існує). До 1866 року селяни мали статус державних, займались землеробством, тваринництвом. 1930 року утворено колгосп «Ударник». До 1920 року присілок перебував у складі Татаркасинської волості Козьмодемьянського, до 1927 року — Чебоксарського повіту. 1927 року присілок переданий до складу Татаркасинського району, 1939 року — до складу Сундирського, 1962 року — до складу Ядрінського, 1964 року — до складу Моргауського району.

## Господарство
У присілку діє спортивний майданчик.